# Collège jésuite de Münster
Le collège jésuite de Münster est un collège jésuite de la ville de Münster en Allemagne qui fut tenu par la compagnie de Jésus de 1588 à 1773, date de la suppression de la compagnie. C'est en effet le doyen de la cathédrale Saint-Paul, Gottfried von Raesfeld (de) (1522-1586) qui appelle les jésuites en Westphalie, après les ravages de la Réforme et de l'anabaptisme.
Le collège a également la mission de gérer le lycée Saint-Paul de Münster, fondé au VIIIe siècle comme école cathédrale.
À partir du XVIIe siècle, plusieurs tentatives de l'élever au rang d'université jésuite échouent. Finalement la compagnie est supprimée en 1773 et le collège devient le noyau de la future université Frédéric-Guillaume fondée en 1780.